# Vendela

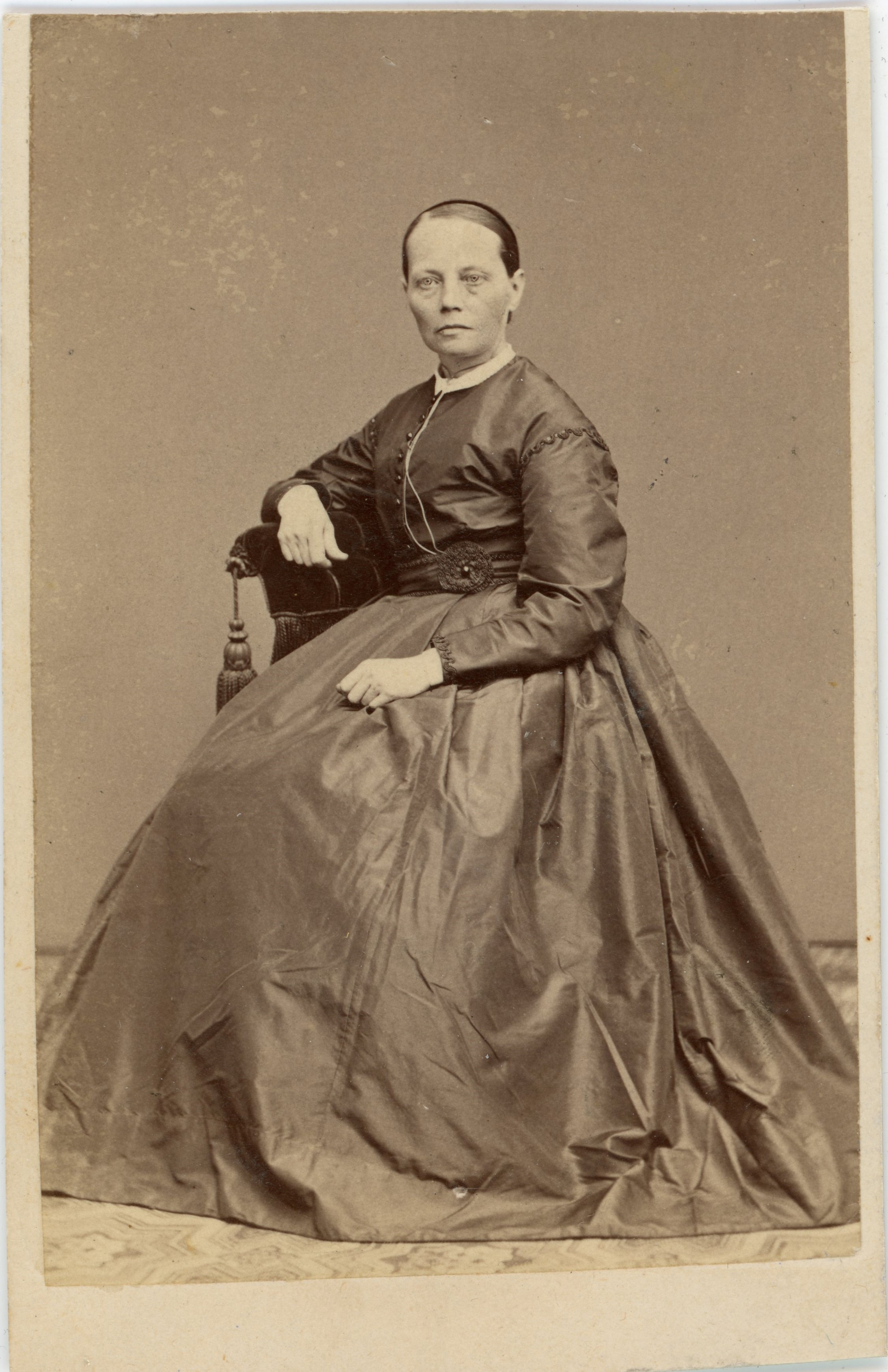
Wendla Randelin.

Vendela är ett kvinnonamn med tyskt ursprung. Det är en kortform av namn som börjar på Wendel, 'vandal' och har förekommit i Sverige sedan 1400-talet. 
Namnet var populärt runt sekelskiftet 1900 då det kom med i almanackan, och har sedan 1990-talet åter blivit ett av de 100 vanligaste namnen. Den 31 december 2009 fanns det totalt 3 359 personer i Sverige med namnet Vendela, varav 1 910 med det som förstanamn/tilltalsnamn.
Namnsdag: 8 november (sedan 1901).

## Kända personer med namnet Vendela
- Wendela Hebbe, Sveriges första kvinnliga journalist
- Vendela Kirsebom, fotomodell, programledare
- Wendla Randelin, finlandssvensk författare  som använde pseudonymen Vendela
- Vendela Skytte, poet
- Wendela Gustafva Sparre, konstnär
- Vendela Zachrisson, idrottare, kappseglare
- Wendla Åberg, skådespelare